# Ludowa Milicja Donbasu
Ludowa Milicja Donbasu (ros. Нарóдное ополчéние Донбáсса) – separatystyczne ugrupowanie zbrojne odpowiedzialne za prowadzenie walk z ukraińskimi siłami rządowymi we wschodniej Ukrainie.
Milicja przejęła m.in. na początku kwietnia 2014 kontrolę nad kilkoma budynkami rządowymi we wschodniej Ukrainie, tym samym występując przeciwko integralności terytorialnej i suwerenności Ukrainy.
Jej były przywódca Pawieł Gubariew jest odpowiedzialny za zajęcie wraz z siłami prorosyjskimi budynku rządu regionalnego w Doniecku.
Od 24 lutego 2022 roku formacja brała czynny udział wraz z siłami zbrojnymi Federacji Rosyjskiej w inwazji na Ukrainę. Po podpisaniu 30 września przez separatystów traktatu przyłączenia Donieckiej Republiki Ludowej do Federacji Rosyjskiej 3 października Duma Państwowa Federacji Rosyjskiej zatwierdziła ustawę nakazującą włączenie Ludowej Milicji Donbasu do struktur armii rosyjskiej.